# Parcul Eugen Ionescu
Parcul Eugen Ionescu este o grădină publică din orașul Slatina, aflat în zona "orașului vechi", în imediata apropiere a casei în care s-a născut Eugen Ionescu.
Reabilitat complet în anul 2007, parcul, cu o suprafață de aproape 8.000 de metri pătrați, adăpostește în prezent o „fântână arteziană cântătoare“, amenajată în centru, dotată cu efecte sonore și opt jeturi în diverse culori, patru dintre acestea înălțându-se până la peste șapte metri deasupra solului.
Parcul are alei pavate și un foișor din lemn, rezervat fanfarei municipiului, care concertează săptămânal - duminica.
În parcul Eugen Ionescu este amplasată și statuia dramaturgului, realizată de sculptorul Ioan Bolborea.